# Betraktaren
Betraktaren är en svensk kortfilm från 1998 i regi av Martin Lima de Faria.
Filmen handlar om en lärare (Göran Engman) som terroriseras av en klass. Alla deltar i mobbningen mot honom utom en pojke (Theodor Hoffsten), som vägrar vara med. Filmens manus skrevs av Anette Skåhlberg, som även vara producent. Filmen nominerades till en Guldbagge 1999 i kategorin Bästa kortfilm.

## Rollista
- Göran Engman – mannen
- Theodor Hoffsten – pojken
- Anna Gabrielsson – tjejen